# Jevhen Selin
Jevhen Serhijovytj Selin (ukrainska: Євген Сергійович Селін), född 9 maj 1988 i Novoajdar, Ukrainska SSR, Sovjetunionen, är en ukrainsk fotbollsspelare som spelar för Platanias, på lån från den ukrainska klubben Dynamo Kiev. Han representerar även Ukrainas fotbollslandslag.